# پل مه
پل مه (فرانسوی: Paul Maye‎; ۱۹ اوت ۱۹۱۳ – ۱۹ آوریل ۱۹۸۷) دوچرخه‌سوار اهل فرانسه بود.